# Крек, Джорджиана
Джорджиана Крейк (англ. Georgiana Marion Craik; Апрель 1831 — 1 ноября 1895, Гастингс, Восточный Суссекс, Англия) — английская писательница, дочь Джорджа Крейка. Её наиболее известное произведение «Lost and won», 1859.
Автор более тридцати романов, почти половина из них - для детей. Её произведения в английской литературе того времени выделялись своей художественностью и тонкостью психологических образов. Книги Джорджианы Крейк переиздавались вплоть до начала XX века.
Отец писательницы - Джордж Лилли Крейк - был профессором университета в Белфасте, преподавателем английской литературы и истории. Два его брата были священниками, как и их отец Уильям Крейк, поэтому Джорджиана, её сестры и брат с детства воспитывались в духовной атмосфере, что впоследствии отразилось в её произведениях.
Переводы на русский язык:
"Истории кузины Трикс" - Издательство Сретенского монастыря, 2013, автор перевода - Анна Берсенева-Шанкевич.